# Family Switch
Family Switch (bra: Trocados; prt: Troca em Família) é um filme americano de comédia de 2023, dirigido por McG, escrito por Adam Sztykiel e Victoria Strouse, baseado no livro infantil Bedtime for Mommy de 2010, por Amy Krouse Rosenthal. É estrelado por Jennifer Garner, Ed Helms, Emma Myers e Brady Noon. Foi lançado pela Netflix em 30 de novembro de 2023 e recebeu críticas negativas.

## Enredo
Em Los Angeles, a família Walker, composta pelo casal Jess e Bill, ambos trabalhadores, juntamente com os seus três filhos CC, Wyatt e Miles, é uma família dividida: os pais e os filhos encontram-se rotineiramente em desacordo, principalmente devido às suas perspectivas em relação vida. Com a aproximação do Natal, os pais, que são super sociáveis, tentam em vão fazer com que os filhos emocionalmente distantes passem mais tempo juntos do que apenas no celular. Durante uma excursão ao Observatório Griffith para testemunhar um raro alinhamento planetário, as brigas entre a família surgem – com Jess e CC, Bill e Wyatt simultaneamente um desejando ser o outro para conseguirem ter uma compreensão mais íntima, provando como a vida de ambos é "fácil". Ao pedir à astróloga Angelica que tire uma foto de família, uma luz ofuscante atinge o observatório; na confusão, a família danifica acidentalmente o telescópio.
Na manhã seguinte, a família acorda e se vê espiritualmente separada: Jess e CC, Bill e Wyatt se encontram com os corpos trocados com seus opostos, deixando-os em pânico. Movendo-se para resolver a confusão, a família pede seu vizinho desconhecido, Rolf, para cuidar do bebê Miles e do cachorro da família, Pickles/Picles, que também trocaram de corpo. No observatório, a família consegue subornar a equipe para acelerar os reparos do telescópio com o objetivo de voltar aos seus corpos originais ao final do alinhamento planetário.
As tentativas da família de seguir suas vidas normais em corpos opostos culminam em um grande desastre: Jess – contendo a alma de CC, tenta fazer uma apresentação para um cliente importante em nome de sua mãe, que é arruinada quando ela devora sorvete às pressas, fazendo a intolerância à lactose da mãe atiçar, ocasionando em diversas flatulências durante a reunião, enquanto CC – contendo a alma de Jess, compromete intencionalmente uma partida de futebol super importante da filha para ajudar uma adversária que acabou caindo e se machucando, o que é testemunhado por um recrutador nacional presente; Wyatt – contendo a alma de Bill, atrapalha a entrevista de seu filho para uma bolsa de estudos em Yale com sua atitude indiferente e "descolada"; Bill – contendo a alma de Wyatt, no entanto, é convidado para uma festona organizada pela garota que seu filho gosta, Ariana.
Desesperados, a família descobre que falta ao telescópio uma lente especial feita à mão que é crucial para o seu funcionamento. Percebendo que o próximo alinhamento não ocorreria antes de 2162, Bill pede um favor para adquirir as lentes o mais cedo possível. Ao chegar em casa, Bill fala sobre o convite para Wyatt, que vai às escondidas com CC – ambos com as almas de Jess e Bill; ele acaba se atrapalhando em um suposto momento íntimo com Ariana, desviando de um beijo que ela iria dar nele. No final, Wyatt – contendo a alma de seu pai, Bill, finalmente enfrenta o valentão do filho. Enquanto isso, Jess e Bill, que são pressionados a se beijar por suas vizinhas malucas, entram furtivamente na festa, onde os quatro conseguem desfrutar de um momento de união enquanto dançam juntos, mas acaba rapidamente quando Bill descobre que Wyatt rejeitou o beijo de Ariana.
No dia seguinte, porém, a família descobre a verdade sobre seus corpos opostos, Jess descobre os sacrifícios de sua mãe no trabalho pelo talento futebolístico de sua filha, enquanto CC descobre o excelente desempenho acadêmico de sua filha fora do futebol; Bill descobre que seu pai sacrificou uma potencial carreira musical para ser pai dele. Aceitando que as suas atividades individuais de vida podem ter sido perdidas devido à mudança, a família decide permanecer unida independentemente do que aconteça. Eles se unem para cantar no show musical do pai, que conta com a presença dos clientes de Jess. O show é um sucesso e Jess ganha uma promoção. Bill finalmente recebe a lente telescópica crucial; a família corre até o observatório, com a ajuda de Angelica. Eles conseguem chegar a tempo, mas Bill acidentalmente escorrega no piso molhado, deixando a lente cair e a destruindo no processo. No entanto, eles descobrem que Miles escondeu a lente original dentro do bolso de Jess antes da troca; eles a usam, mas nada ocorre.
Na manhã seguinte, a família descobre que voltou aos seus corpos originais. Wyatt se reconcilia com Ariana, dando seu primeiro beijo com ela; CC ganha uma segunda chance nas seletivas do futebol nacional pelo recrutador, que admirou seu espírito esportivo e de bom caráter no jogo. Angelica observa a família reunida, desejando-lhes um Feliz Natal antes de dar partida em sua van e ir embora.

## Elenco
- Jennifer Garner como Jess Walker
- Ed Helms como Bill Walker
- Emma Myers como CC Walker
- Brady Noon como Wyatt Walker
- Rita Moreno como Angelica
- Matthias Schweighöfer como Rolf
- Vanessa Carrasco como Ariana
- Cyrus Arnold como Hunter Drew
- Ilia Isorelýs Paulino como Kara
- Jordan Leftwich como Ava
- Xosha Roquemore como Carrie
- Bashir Salahuddin como Molson
- Paul Scheer como Steven
- Helen Hong como Simone
- Fortune Feimster como Treinadora Kim
- Ned Bellamy como Hanes
- Andrew Bachelor como Glen
- Dan Finnerty como Gus
- Howie Mandel comk Barry
- Rivers Cuomo como Lake
- Brian Bell como Dave
- Scott Shriner como Scott
- Patrick Wilson como Patrick
- Pete Holmes como Peter
- Naomi Ekperigin como Naomi
- Adam Lustick como Spock
- Ravi Kapoor como Sr. Hollis
- Mark McGrath como DJ Yukon Cornelius
- Benjamin Flores Jr. como Chefe
- Lauren Ash como Barb

## Produção

### Seleção do elenco
Em fevereiro de 2021, foi confirmado que Jennifer Garner estrelaria o filme, até então intitulado Family Leave. Em novembro de 2022, Ed Helms também foi escalado para estrelar o filme, com McG assumindo o cargo de diretor. Em dezembro de 2022, Emma Myers e Brady Noon foram escalados como filhos dos personagens de Garner e Helms.

### Filmagens
As filmagens ocorreram em Los Angeles em fevereiro de 2023, tendo Marc Spicer como cinegrafista.

### Músicas
O filme apresenta uma série de canções, incluindo múltiplas interpretações de "Santa Claus Is Comin' to Town", numa das quais a banda Weezer se juntou ao elenco principal. Outras canções incluem "Seven Nation Army" e "Bust a Move".

## Lançamento
Family Switch foi lançado na Netflix em 30 de novembro de 2023.

## Recepção

### Resposta da crítica
No site agregador de críticas Rotten Tomatoes, 41% das 29 avaliações dos críticos são positivas, com uma avaliação média de 4,4/10. O consenso do site diz: "Um ótimo elenco e alguns momentos moderadamente comoventes não são suficientes para compensar a abordagem sem imaginação de Family Switch com o recurso batido de trocas de corpo." O Metacritic, que usa uma média ponderada, atribuiu ao filme uma pontuação de 37 em 100, com base em 8 críticos, indicando críticas "geralmente desfavoráveis".
Owen Gleiberman, da Variety, escreveu: "Family Switch tem alguns momentos divertidos, mas você vai querer trocá-lo por um filme melhor". Angie Han, do The Hollywood Reporter, disse: "A comédia sobre troca de corpos não chega a ser tão boa quanto é totalmente inócua. Seus personagens são formados com as personalidades mais clichês e os pontos da trama se desenrolam ao longo de momentos previsíveis, ainda assim é um filme muito fofo para chamar de irritante. Se você está procurando apenas um filme para preencher uma lacuna nos seus planos de férias, essa pode ser uma opção bastante aceitável".